# Solar dos Meireles

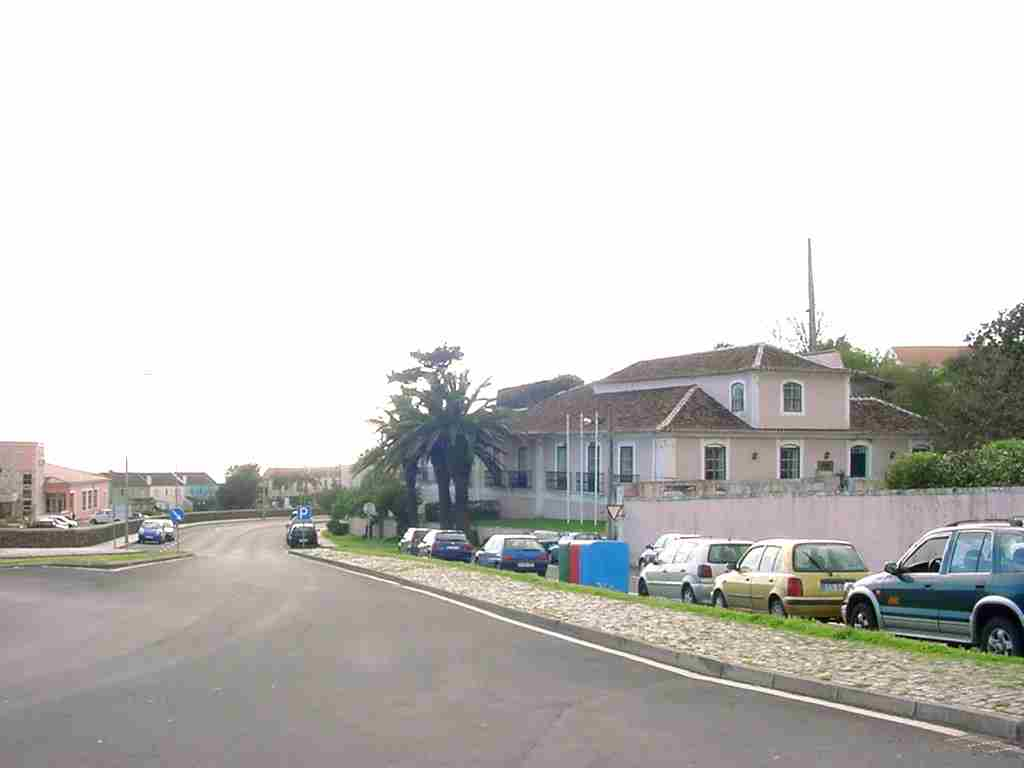
Solar dos Meireles, fachada.

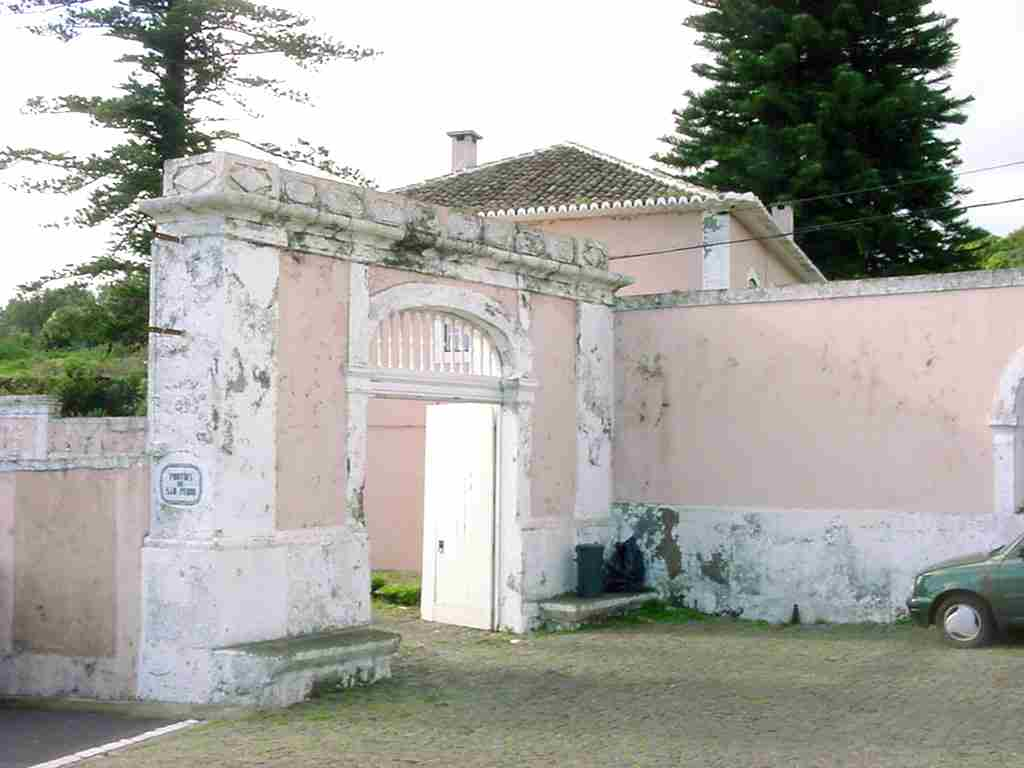
Solar dos Meireles, entrada do páteo.

O Solar dos Meireles é um solar português, localizado na ilha açoriana da Terceira, concelho de Angra do Heroísmo, freguesia de São Pedro.
Este solar localiza-se junto aos Portões de São Pedro, na encruzilhada dos caminhos para o localidade do Pico da Urze, onde se encontra o Palácio de Santa Catarina, que é a residência de Verão do Bispo de Angra, e o Caminho de Baixo que dá acesso à freguesia de São Mateus da Calheta e à localidade de São Carlos. Fica na área de abrangência da Paisagem Protegida do Monte Brasil.